# USS J. R. Y. Blakely (DE-140)
USS J.R.Y. Blakely (DE-140) là một tàu hộ tống khu trục lớp Edsall từng phục vụ cùng Hải quân Hoa Kỳ trong Chiến tranh Thế giới thứ hai. Nó là chiếc tàu chiến duy nhất của Hải quân Hoa Kỳ được đặt cái tên này, theo tên Chuẩn đô đốc John Russell Young Blakely (1872-1942), người từng tham gia Chiến tranh Thế giới thứ nhất và được tặng thưởng Huân chương Chữ thập Hải quân. Nó đã phục vụ cho đến khi chiến tranh kết thúc, xuất biên chế năm 1946, rồi bị bán để tháo dỡ vào năm 1973.

## Thiết kế và chế tạo
Lớp Edsall có thiết kế hầu như tương tự với lớp Cannon dẫn trước; khác biệt chủ yếu là ở hệ thống động lực Kiểu FMR do được trang bị động cơ diesel Fairbanks-Morse dẫn động qua hộp số giảm tốc đến trục chân vịt. Đây là cấu hình động cơ được áp dụng rộng rãi trên tàu ngầm, được chứng tỏ là có độ tin cậy cao hơn so với lớp Cannon.
Vũ khí trang bị bao gồm ba pháo 3 in (76 mm)/50 cal trên tháp pháo nòng đơn có thể đối hạm hoặc phòng không, một khẩu đội pháo phòng không Bofors 40 mm nòng đôi và tám pháo phòng không Oerlikon 20 mm. Vũ khí chống ngầm bao gồm một dàn súng cối chống tàu ngầm Hedgehog Mk. 10 (có 24 nòng và mang theo 144 quả đạn); hai đường ray Mk. 9 và tám máy phóng K3 Mk. 6 để thả mìn sâu. Con tàu vẫn giữ lại ba ống phóng ngư lôi Mark 15 21 inch (533 mm), và được trang bị radar SC dò tìm không trung và mặt biển. Thủy thủ đoàn đầy đủ bao gồm 186 sĩ quan và thủy thủ.
J.R.Y. Blakely được đặt lườn tại xưởng tàu của hãng Consolidated Steel Corporation ở Orange, Texas vào ngày 16 tháng 12, 1942. Nó được hạ thủy vào ngày 7 tháng 3, 1943, được đỡ đầu bởi cô Mary Young Blakely, cháu gái của Đô đốc Blakely, và nhập biên chế cùng Hải quân Hoa Kỳ vào ngày 16 tháng 8, 1943 dưới quyền chỉ huy của Hạm trưởng, Thiếu tá Hải quân John H Forshew.

## Lịch sử hoạt động
Sau khi hoàn tất việc chạy thử máy huấn luyện ngoài khơi Bermuda trong tháng 9, 1943, J.R.Y. Blakely quay trở về Charleston, South Carolina vào ngày 22 tháng 9, chuẩn bị để làm nhiệm vụ hộ tống vận tải vượt Đại Tây Dương. Nó khởi hành từ Norfolk, Virginia vào ngày 4 tháng 10, hộ tống một đoàn tàu hướng sang Địa Trung Hải; và sau khi đưa đoàn tàu đi đến Casablanca, Maroc thuộc Pháp an toàn đã quay trở về New York vào ngày 16 tháng 11. Nó tiếp tục thực hiện một chuyến khứ hồi đến Casablanca thứ hai từ tháng 12, 1943 đến tháng 1, 1944; rồi chuyến thứ ba từ tháng 2 đến tháng 3, 1944, hỗ trợ cho việc tập trung lực lượng của phe Đồng Minh tại Châu Âu.
Sau khi được sửa chữa những hư hại khi vượt đại dương, J. R. Y. Blakely sau đó được điều về một đội đặc nhiệm tìm-diệt tàu ngầm, được hình thành chung quanh một tàu sân bay hộ tống và một số tàu hộ tống. Nó khởi hành từ New York vào ngày 30 tháng 3 để gặp gỡ đội đặc nhiệm của Core (CVE-13), và hoạt động tuần tra tại Đại Tây Dương dọc các tuyến hàng hải nhằm truy lùng tàu ngầm U-boat Đức. Đội đặc nhiệm đã ghé đến Newfoundland và Casablanca trước khi quay trở về New York vào ngày 30 tháng 5.
Con tàu lại lên đường để gia nhập cùng đội đặc nhiệm của Wake Island (CVE-65) ngoài khơi Norfolk vào ngày 15 tháng 6. Trong suốt tháng 6 và tháng 7, đội đặc nhiệm liên tục truy tìm Uboat đối phương dọc các tuyến hàng hải Đại Tây Dương trọng yếu. Sau khi ghé lại một thời gian ngắn, Đô đốc Royal E. Ingersoll, Tư lệnh Hạm đội Đại Tây Dương, phái đội đặc nhiệm đi truy tìm tàu ngầm trinh sát thời tiết đối phương. Lực lượng phát hiện chiếc U-804 vào ngày 2 tháng 8, và trong cuộc đối đầu tiếp theo tàu hộ tống khu trục chị em Fiske (DE-143) bị trúng ngư lôi và đắm. J. R. Y. Blakely tung ra nhiều lượt tấn công bằng mìn sâu nhắm vào đối thủ trước khi rút lui về phía sau để bảo vệ cho Wake Island. Nó quay trở về New York vào ngày 16 tháng 8.
Sau khi hoạt động huấn luyện tại khu vực Casco Bay, Maine trong nhiều tuần, J. R. Y. Blakely khởi hành từ Norfolk vào ngày 8 tháng 9, lần này cùng với đội đặc nhiệm được hình thành chung quanh tàu sân bay hộ tống Mission Bay (CVE-59). Đội đặc nhiệm được phái đi ngăn chặn một cuộc tiếp tế trên biển giữa tàu ngầm chở hàng U-1062 với một tàu U-boat khác. Đội của tàu sân bay hộ tống Tripoli (CVE-64) đã hỗ trợ vào việc tuần tra tìm kiếm liên tục, và đến ngày 30 tháng 9, Fessenden (DE-142), Howard (DD-179) và J. R. Y. Blakely được phái đến để tấn công mục tiêu được phát hiện. Lượt tấn công bằng mìn sâu của Fessenden đã đánh chìm U-1062 về phía Tây Nam quần đảo Cape Verde tại tọa độ 11°36′B 34°44′T / 11,6°B 34,733°T; toàn bộ 55 thành viên thủy thủ đoàn của U-1062 đều tử trận.  Sau đó đội đặc nhiệm di chuyển đến khu vực Nam Đại Tây Dương, nhưng nhờ chiến thuật chống tàu ngầm thành công, họ ít gặp tàu U-boat đối phương. Sau khi ghé viếng thăm Bahia, Brazil và Cape Town, Nam Phi, con tàu quay trở về New York vào ngày 27 tháng 11.
Sang tháng 12, J. R. Y. Blakely tiến hành huấn luyện tại khu vực biển Caribe, rồi lên đường đi Mayport, Florida vào ngày 16 tháng 1, 1945. Sau khi phục vụ bảo vệ và canh phòng máy bay cho việc huấn luyện của các tàu sân bay, nó thực hành huấn luyện và hộ tống vận tải tại vùng biển Caribe, trước khi quay trở về New York vào ngày 9 tháng 3. Con tàu tham gia một lực lượng ngăn chặn đặc biệt, được hình thành trong khuôn khổ Chiến dịch Teardrop nhằm bảo vệ vùng bờ biển Đại Tây Dương khỏi sự xâm nhập của thế hệ tàu U-boat mới của Đức. Đối thủ giờ đây được trang bị ống hơi, cho phép lấy không khí để vận hành động cơ diesel mà không cần phải nổi lên mặt nước; và như thế đối phương trở nên khó phát hiện hơn. J. R. Y. Blakely tham gia cùng đội đặc nhiệm của Mission Bay, lên đường vào ngày 27 tháng 3 để tuần tra ngăn chặn về phía Bắc quần đảo Azores, đánh chìm được một tàu U-boat trước khi quay trở về New York vào ngày 14 tháng 5.
Sau khi chiến tranh kết thúc tại Châu Âu, J. R. Y. Blakely tiến hành huấn luyện trước khi được phái sang khu vực Mặt trận Thái Bình Dương. Nó băng qua kênh đào Panama vào ngày 19 tháng 7, gia nhập Hạm đội Thái Bình Dương và đi đến San Diego, California vào ngày 29 tháng 7. Con tàu vẫn đang thực hành huấn luyện tại Trân Châu Cảng khi Nhật Bản chấp nhận đầu hàng vào ngày 15 tháng 8, 1945 giúp chấm dứt vĩnh viễn cuộc xung đột. Dù sao nó vẫn lên đường vào ngày 27 tháng 8 để phục vụ hộ tống vận tải tại các căn cứ ở Tây Thái Bình Dương, và tham gia chiếm đóng nhiều đảo nhỏ, trước khi quay trở về San Diego, California vào ngày 23 tháng 1, 1946.
J.R.Y. Blakely băng ngược trở lại kênh đào Panama để quay trở về New York vào ngày 15 tháng 2, được đại tu nhằm chuẩn bị ngừng hoạt động rồi đi đến Green Cove Springs, Florida vào ngày 13 tháng 3, Con tàu được cho xuất biên chế tại đây vào ngày 14 tháng 6, 1946, và được đưa về Hạm đội Dự bị Đại Tây Dương, sau này được chuyển đến Đội Texas tại Orange, Texas. Tên nó được cho rút khỏi danh sách Đăng bạ Hải quân vào ngày 2 tháng 1, 1971, và con tàu sau cùng bị bán để tháo dỡ vào ngày 22 tháng 8, 1973.

## Phần thưởng
Nguồn: Navsource Naval History
|  |  |  |
|  |  |  |

| Dãi băng Hoạt động Tác chiến (truy tặng) |                                                    |                                      |
| Huân chương Chiến dịch Hoa Kỳ            | Huân chương Chiến dịch Châu Âu-Châu Phi-Trung Đông | Huân chương Chiến thắng Thế Chiến II |